# NGC 6198
NGC 6198 (również PGC 58554 lub UGC 10467) – galaktyka eliptyczna (E), znajdująca się w gwiazdozbiorze Smoka. Odkrył ją Lewis A. Swift 28 czerwca 1886 roku.